# 小行星7054
小行星7054（7054 Brehm）是一颗绕太阳运转的小行星，为主小行星带小行星。该小行星于1989年4月6日发现。

## 轨道参数
小行星7054的轨道半长轴为2.2502446 UA，离心率为0.117。